# Zygmunt Kukulski

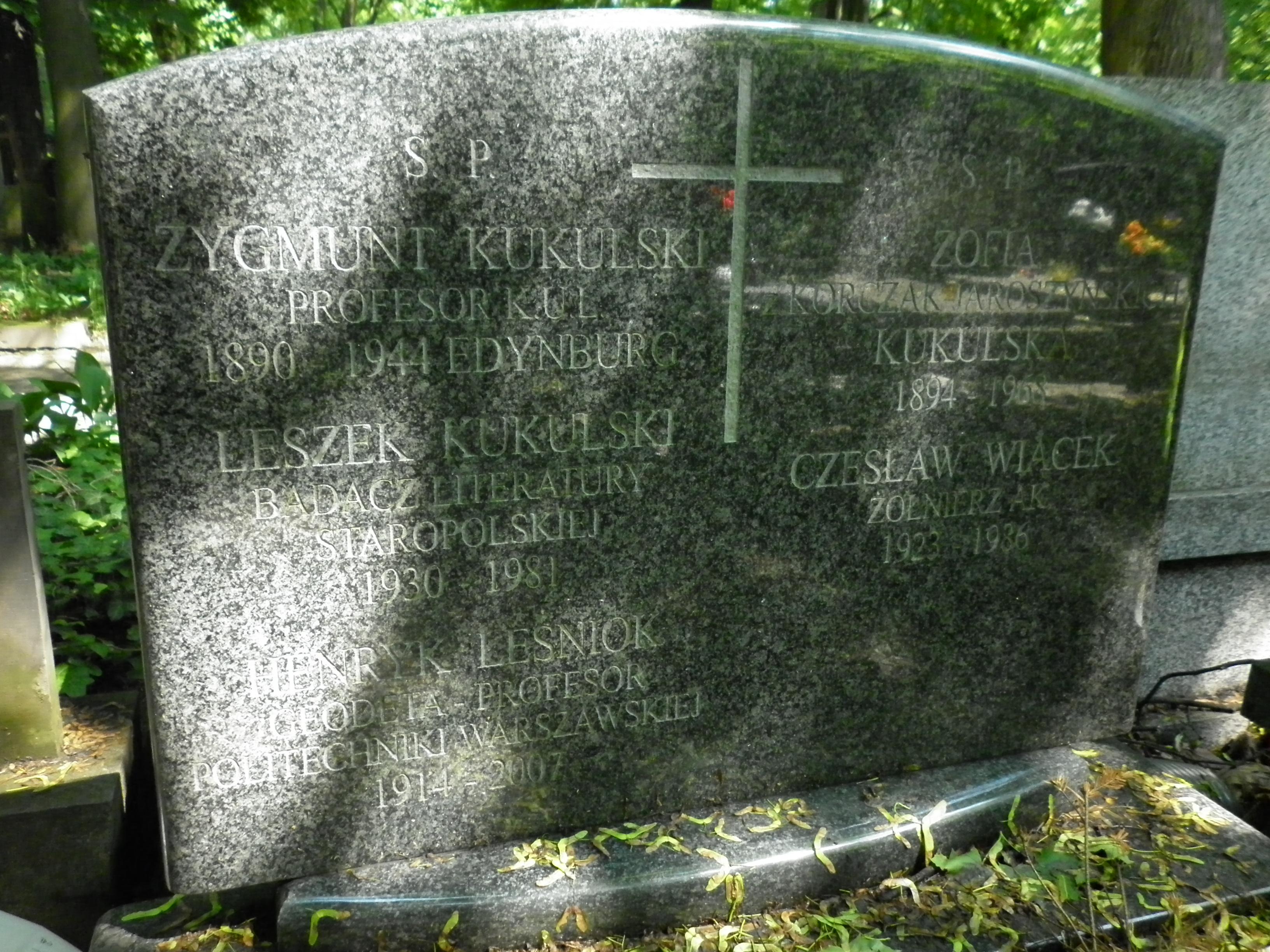
Symboliczny nagrobek Zygmunta Kukulskiego na Cmentarzu Powązkowskim

Zygmunt Bolesław Kukulski (ur. 2 maja 1890 w Jaśle, zm. 4 stycznia 1944 w Peebles) – polski naukowiec zajmujący się historią i pedagogiką, profesor Katolickiego Uniwersytetu Lubelskiego.

## Życiorys
W latach 1901–1909 uczęszczał do Państwowego Gimnazjum Klasycznego im. Króla Stanisława Leszczyńskiego w Jaśle. W roku akademickim 1909/1910 studiował prawo na Uniwersytecie Jagiellońskim, a następnie przeniósł się na Wydział Filozoficzny UJ. W latach 1910–1914 studiował polonistykę i pedagogikę. W latach 1913–1914 rozpoczął pracę pedagogiczną w Gimnazjum św. Anny w Krakowie, przerwaną na skutek służby wojskowej (1914–1917). Ciężko ranny dostał się do niewoli rosyjskiej, z której jako inwalida wrócił jeszcze przed końcem wojny. Leżał długie miesiące w szpitalu wojskowym w Krakowie. Doktorat obronił w 1917 na podstawie rozprawy Działalność pedagogiczna Tadeusza Czackiego. W latach 1918–1919 pracował jako urzędnik w Ekspozyturze Rady Szkolnej Krajowej. W 1920 przeniósł się na stałe do Lublina. W 1925 habilitował się w zakresie pedagogiki na Uniwersytecie Jana Kazimierza we Lwowie na podstawie rozprawy Główne momenty myśli i badań pedagogicznych. W latach 1920–1939 pełnił funkcję nauczyciela literatury polskiej i historii w Państwowym Gimnazjum im. Stanisława Staszica oraz od 1931 dyrektora szkoły. Ponadto w latach 1926–1930 prowadził wykłady z psychologii i pedagogiki na Państwowym Wyższym Kursie Nauczycielskim. W latach 1920–1925 został zatrudniony jako zastępca profesora pedagogiki na Katolickim Uniwersytecie Lubelskim, w latach 1925–1928 jako profesor nadzwyczajny, a w latach 1928–1939 jako profesor zwyczajny. W latach 1920–1939 prowadził zajęcia dydaktyczne na Wydziale Nauk Humanistycznych, w latach 1920–1933 na Wydziale Teologicznym, zaś w latach 1920–1923 na Wydziale Prawa Kanonicznego. W latach 1927–1930 był dziekanem Wydziału Nauk Humanistycznych. Od 1925 dojeżdżał także z wykładami na UJK do Lwowa. Osobną kartę w naukowym życiorysie Kukulskiego stanowi jego praca około zorganizowania czy raczej odnowienia Towarzystwa Przyjaciół Nauk w Lublinie w 1927. Był on też jego prezesem. W 1934 został członkiem założycielem Towarzystwa Naukowego KUL. W 1938 wyjechał do Rzymu na uroczystości kanonizacyjne św. Andrzeja Boboli jako reprezentant KUL. Wybuch wojny zastał go za granicą, dokąd udał się na wystawę światową w Chicago. Nie zdążył wrócić do kraju, zatrzymał się w Londynie, a następnie udał się do Edynburga, gdzie wykładał w latach 1943–1944 historię wychowania w Studium Pedagogicznym Uniwersytetu Edynburskiego, zorganizowanym dla polskich nauczycieli.
Zmarł nagle w Szkocji. Na Cmentarzu Powązkowskim w Warszawie znajduje się jego symboliczny nagrobek (kwatera 267-2-23).

## Ordery i odznaczenia
- Złoty Krzyż Zasługi (11 listopada 1934)[2]
- Srebrny Wawrzyn Akademicki (7 listopada 1936)[3]